# Rukem
Rukem is een bestuurslaag in het regentschap Rembang van de provincie Midden-Java, Indonesië. Rukem telt 908 inwoners (volkstelling 2010).